# Luigi Strobbe
Luigi Strobbe (Torrebelvicino, 5 giugno 1911 in località Rovoleo – Thiene, 16 giugno 1983) è stato un calciatore italiano, di ruolo difensore.

## Caratteristiche tecniche
Giocava come terzino nel metodo.

## Carriera

### Club
Passò alla Lazio dal Vicenza nel 1936: entrò a far parte della prima squadra bianco-celeste nella stagione 1936-1937, in cui esordì in Serie A. La sua prima e unica partita in massima serie fu Juventus-Lazio 6-1 del 28 febbraio 1937. Prima di allora aveva esordito in Coppa Italia, il 6 gennaio del 1937 contro il Genoa.
Visto che non aveva trovato spazio tra i titolari nella stagione 1937-1938, Strobbe si trasferì al Pisa, in Serie B. Con la compagine toscana giocò tre tornei da titolare (il primo dei quali lo vide giocare tutte e 34 le gare di campionato) e uno da riserva (1941-1942, 12 presenze), per un totale di 110 gare in B.
Durante la guerra tornò nella sua regione d'origine accasandosi al Lanerossi Schio, con la cui maglia disputò 10 partite durante il Campionato Alta Italia 1944. Proseguì a giocare nella squadra del vicentino anche a conflitto terminato, in Serie C, fino al 1948.